# Bruno Fernandes (football, 1978)
Pour les articles homonymes, voir Bruno Fernandes et Fernandes.
Bruno João Nandingna Borges Fernandes dit Bruno Fernandes est un footballeur international bissauoguinéen né le 6 novembre 1978 à Lisbonne.
Il évolue au poste de défenseur central.

## Biographie
Bruno Fernandes joue 23 matchs en première division portugaise sous les couleurs de CF Belenenses.
Il joue par la suite en première division bulgare puis en première division roumaine.
Bruno Fernandes reçoit par ailleurs 16 sélections en équipe de Guinée-Bissau, équipe avec laquelle il inscrit 2 buts.
À noter que Bruno Fernandes possède également la nationalité portugaise.

## Carrière
- 1998-2000 : Amora FC  Portugal
- 2000-2003 : CF Belenenses  Portugal
- 2003-2004 : Amora FC  Portugal
- 2004-2005 : Deportivo Aves  Portugal
- 2005-2006 : Béroé Stara Zagora  Bulgarie
- 2006-2007 : Deportivo Aves  Portugal
- 2007-2008 : FC Ceahlaul  Roumanie
- 2008-2010 : Unirea Urziceni  Roumanie
- 2010-2011 : FCM Târgu Mureș  Roumanie
- 2011-2012 : Alki Larnaca  Chypre[1],[2],[3]

## Palmarès
- Champion de Roumanie en 2009 avec l'Unirea Urziceni.